# Leonie Maier
Leonie Maier, née le 29 septembre 1992 à Stuttgart en Allemagne, est une footballeuse internationale allemande qui évolue au poste de défenseur en équipe d'Allemagne.

## Biographie

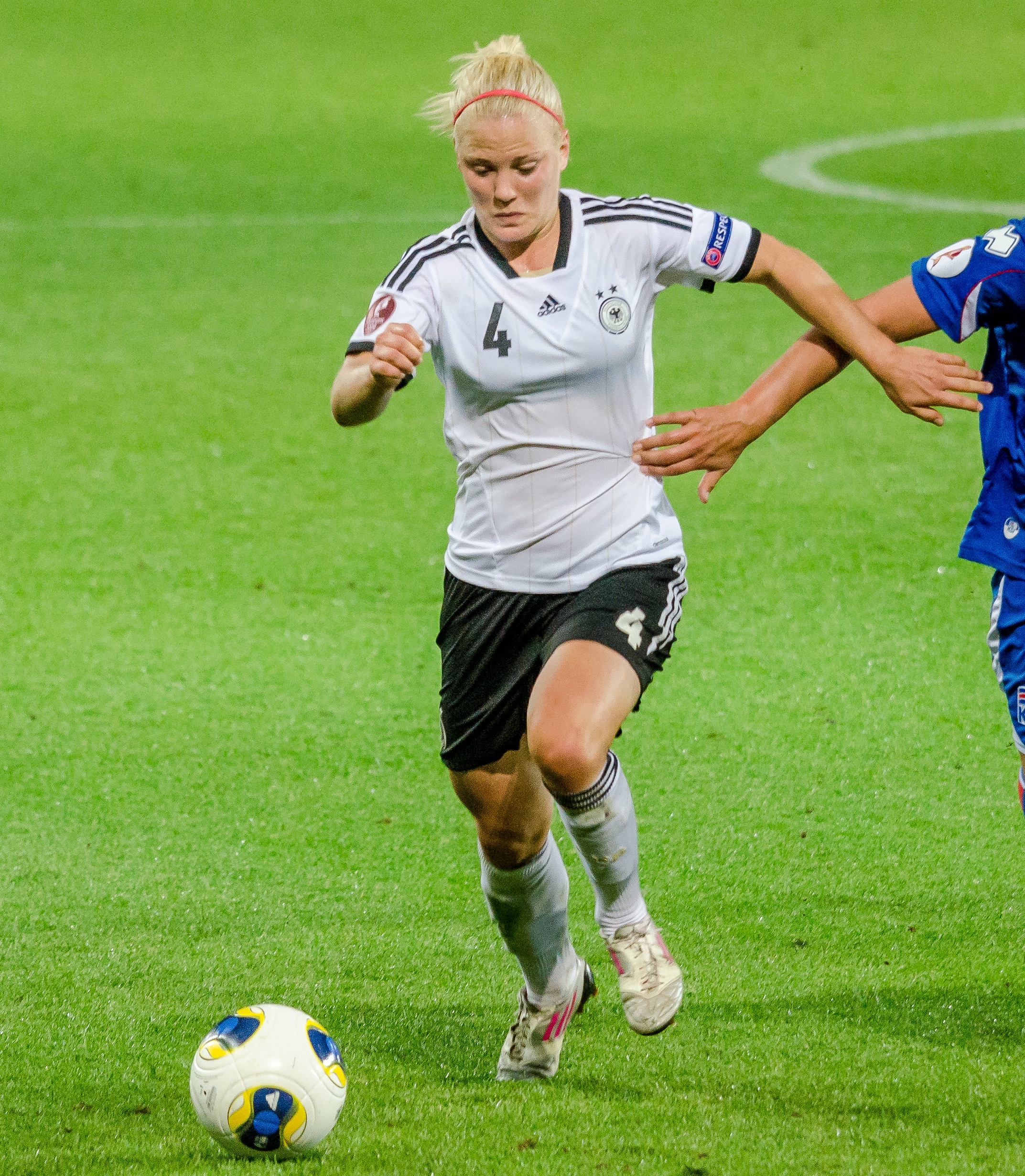

Avec l'équipe d'Allemagne des moins de 17 ans, Leonie Maier participe à la Coupe du monde des moins de 17 ans 2008 organisé en Nouvelle-Zélande. Lors du mondial U17, elle joue six matchs, l'Allemagne se classant troisième de la compétition.
Elle participe ensuite avec l'équipe d'Allemagne des moins de 20 ans, à la Coupe du monde des moins de 20 ans 2012 organisée au Japon. Lors du mondial U20, elle joue six matchs. L'Allemagne atteint la finale de la compétition, en se faisant battre par les États-Unis.
Leonie Maier dispute ensuite la Coupe du monde féminine 2015 qui se déroule au Canada. Elle joue cinq matchs lors du mondial, l'Allemagne atteignant le stade des demi-finales.
Elle signe avec Arsenal en mai 2019.

## Palmarès

### En club
- Bayern Munich
  - Vainqueur du championnat d'Allemagne féminin en 2015 et 2016

### En sélection nationale
- Équipe d'Allemagne féminine des moins de 20 ans
  - Finaliste de la coupe du monde féminine des moins de 20 ans en 2012

- Équipe d'Allemagne féminine
  - Vainqueur du Championnat d'Europe féminin en 2013
  -  Vainqueur des Jeux olympiques d'été de 2016

### Distinctions personnelles
- Nommée dans l'équipe type de la FIFA FIFPro Women's World11 en 2016.